# Pompeii EP
Albums de Beirut
Lon Gisland
(2007) Elephant Gun EP
(2007)
Pompeii EP est un EP de Beirut.
Il y est uniquement présent le travail de Zach Condon. Alors qu'il fut initialement disponible sur eMusic et Rough Trade Digital, on peut maintenant le trouver sur iTunes. La jaquette de l'album représente Zach Condon (à gauche) et son frère Ross Condon (à droite).

## Liste des titres
1. Fountains and Tramways - 4:01
2. Napoleon on the Bellerophon - 3:31
3. Monna Pomona - 2:07 (uniquement disponible sur l'édition Rough Trade)